# Кодиеум пёстрый

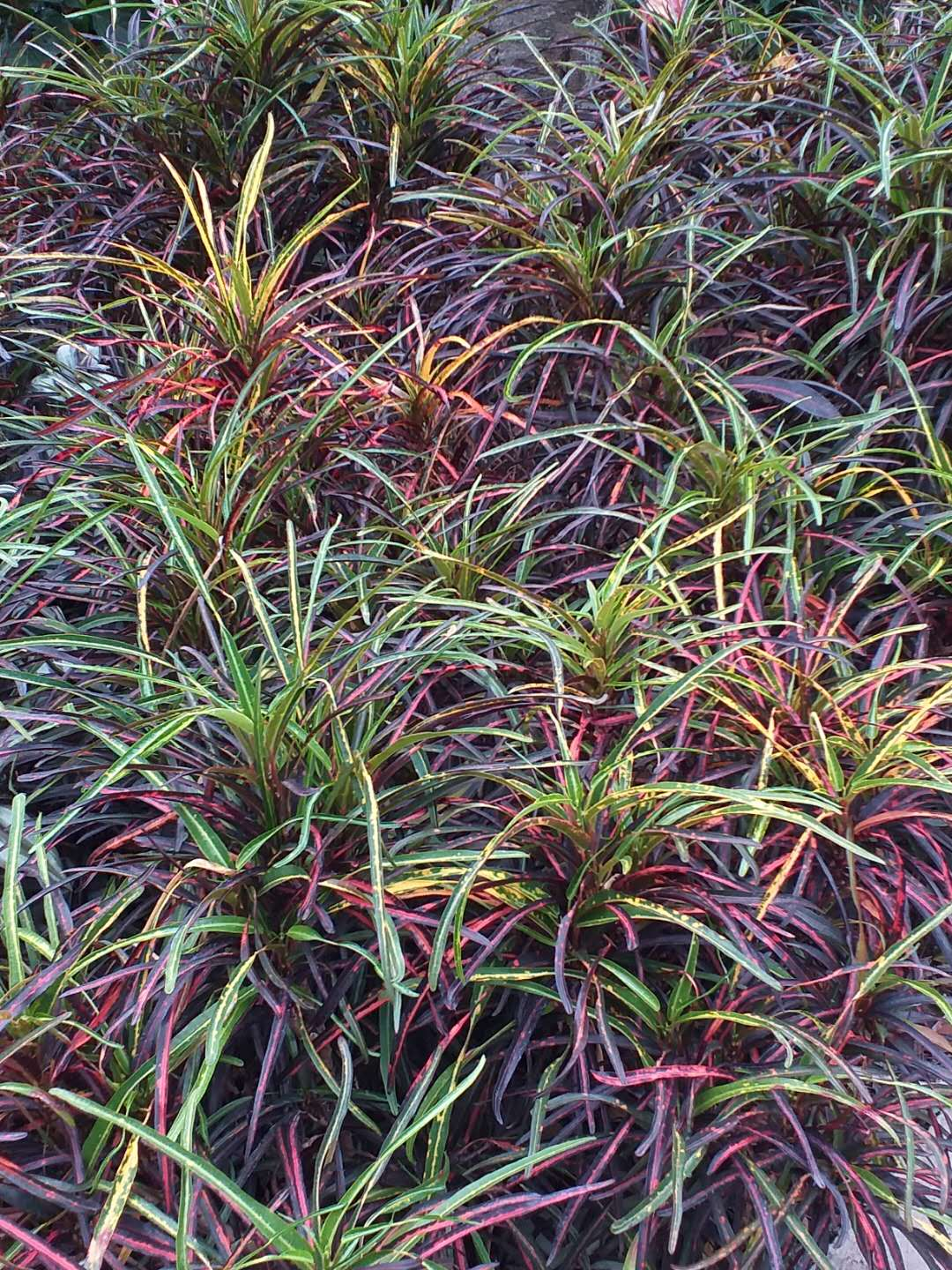
Codiaeum variegatum var. pictum f. taeniosum

Кодие́ум пёстрый (лат. Codiaēum variegātum) ― многолетний вечнозелёный кустарник; вид рода Кодиеум семейства Молочайные (Euphorbiaceae).
Очень часто их называют кротонами, хотя в действительности это название относится к другому роду растений. Встречается также название «плащ Иосифа».

## Происхождение
Родина ― тропические джунгли Малайзии и Восточной Индии.

## Морфология

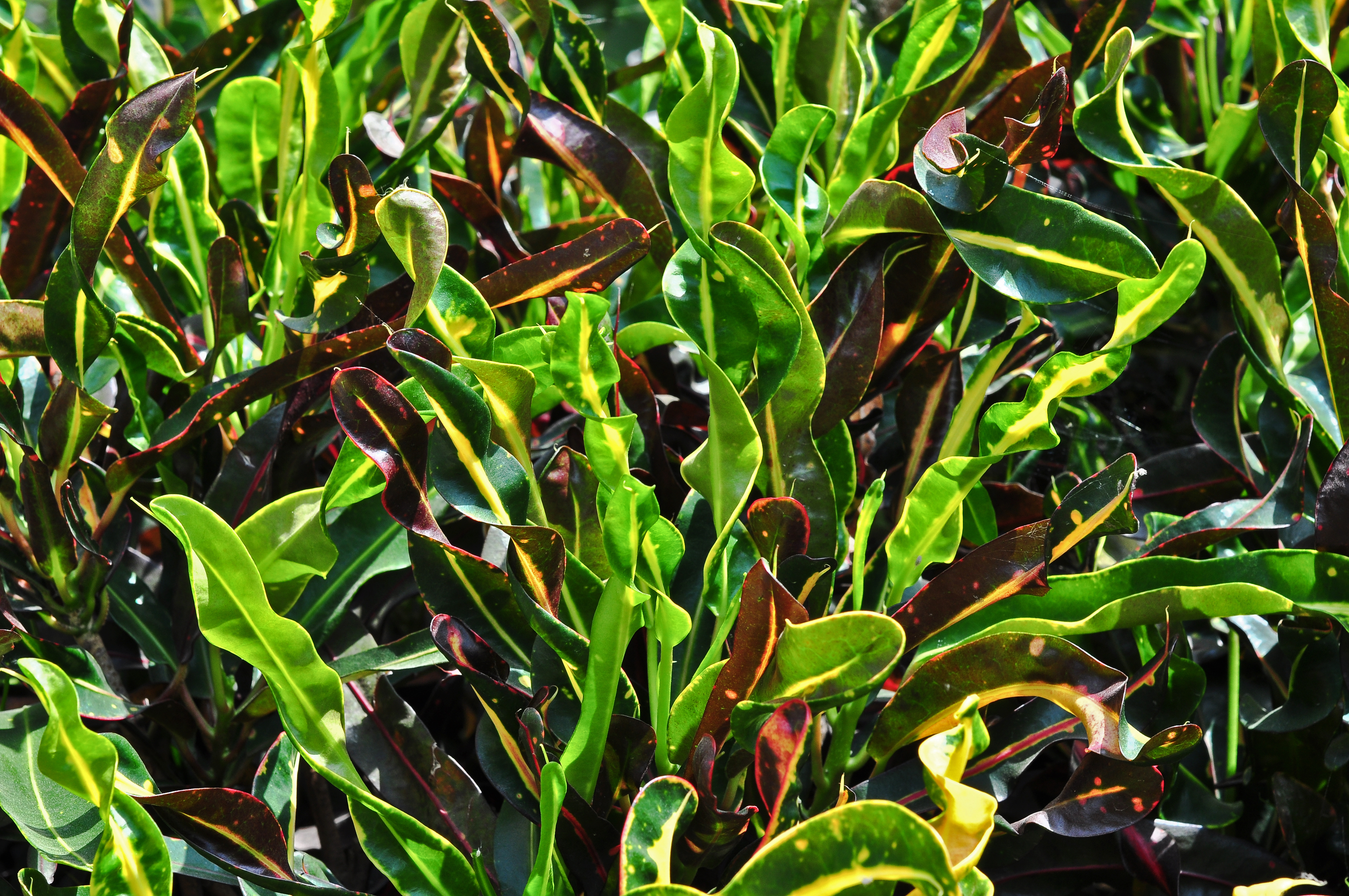
Листва кодиеума пёстрого. Бардхаман, Индия

Стебель прямостоячий, ветвящийся. В благоприятных условиях вырастает до 3—4 м высотой, что возможно только в отапливаемых оранжереях. В комнатных условиях размеры растения значительно меньше (около 50—70 см).
Листья крупные, до 30 см, кожистые, с очередным расположением. Листья имеют разнообразную яркую окраску с выделяющимися жёлтыми, красными или зелёными жилками: все оттенки жёлтого и зелёного, оранжевого и красного, иногда присутствует даже чёрный цвет. Растению также присуще широкое разнообразие форм листовых пластинок: линейные, ланцетные, овальные, лопастные, гитаровидные. Края листьев бывают спирально скрученные, волнистые, ровные, с перетяжками. Каждое растение напоминает буйство осенних красок лиственного леса, причём оно сохраняет королевский наряд круглый год в течение многих лет.
Растение двудомное. Мужские и женские цветки отличаются друг от друга строением и собраны в кистевидные соцветия. Женские не имеют лепестков, мужские — с венчиком и чашечкой.

## Практическое использование
Разводится как комнатное растение, цветоводов привлекает в этих растениях разнообразие окрасок, форм и рисунков листьев. Впервые на Западе о кодиеуме пёстром стало известно в первой половине XIX века.
Долгое время считалось, что кодиеумы нуждаются в высокой температуре и поэтому они не могут высаживаться в доме. Теперь их выращивают и при низких температурах и они стали популярными комнатными растениями.
Для сохранения окраски листьев кодеиумы нуждаются в ярком солнечном свете. При недостатке света листья зеленеют. При хорошей освещённости кодиеумы могут цвести каждый год. Растение не выносит сквозняков. Размножается черенками и воздушными отводками.

### Агротехника
Кодиеум теплолюбивое растение, зимой его содержат при температуре около 16—18 °С, минимум 16 °С.
Для поддержания разноцветной окраски листьев нужно много солнца, однако к весеннему солнцу приучают постепенно. Летом, возможно, понадобится притенение от солнца в самые жаркие часы. Зимой нужно светлое помещение. При недостатке освещения пестрота листьев теряется. Идеальное место — восточное или западное окно.
Предпочитает обильный полив с весны до осени, почва только должна подсохнуть. Зимой полив более умеренный. Плохо переносит сухость земляного кома, при этом может сбросить почти все листья, хотя излишняя сырость почвы так же не желательна. Вода для полива должна быть теплой и хорошо отстоянной. Чтобы вода не застаивалась на дне горшка, сделайте хороший дренаж.
С апреля по август подкармливают специальными минеральными удобрениями для комнатных растений, через каждые 2 недели.
Очень любит влажный воздух. Кодиеум регулярно опрыскивают и протирают листья. Кодиеум страдает зимой, когда воздух в помещении слишком сухой. Но так как это растение теплолюбиво и зимой температура не должна опускаться ниже 16—17°С, то держать его можно только в отапливаемом помещении.
При пересадке используется почвенная смесь: 1 часть дерновой, 1 часть листовой, 1 часть торфяной земли, 1 часть песка. Пересаживают один раз в два года, старые через три — четыре года. Кодиеум не любит слишком большой посуды. Дренаж обязателен.
Размножается черенками, которые срезают в конце зимы и укореняют в воде или влажном песке, с применением фитогормонов (стимуляторов роста) или при почвенном подогреве.

## Болезни и вредители
При большой сухости воздуха растение повреждается долгоносиком, паутинным клещом, тлёй и червецом. Поражение клещом наиболее опасно. Кодиеум в этом случае сбрасывает листья, и восстановить его прежний наряд довольно сложно.
Кодиеум чувствителен к избыточной влажности почвы, низким температурам и сквознякам. В неблагоприятных условиях листья желтеют и засыхают.

## Подвиды
В культуре известно огромное количество гибридных форм. Некоторые разновидности и формы:
- Codiaeum variegatum var. genuinum разн. генуинная — листья плоские, цельнокрайные, ланцетные или эллиптически-ланцетные, верхушка и основание заострённые. На верхней стороне листа, особенно вдоль центральной жилки, заметна золотистая или серебристая роспись. Иногда лист имеет и красноватый оттенок.
- Codiaeum variegatum var. ovalifolium разн. овальнолистная — листья продолговато-овальные, плоские, цельные, на верхушках и в основании округло-притуплённые, сверху и вдоль жилок ярко выраженные золотисто-жёлтые участки.
- Codiaeum variegatum var. picturatum разн. разукрашенная ― напоминает предыдущую по форме листа, однако «второй» лист более узкий и вытянутый, скорее удлинённо-ланцетный.
- Codiaeum variegatum var. recurvifolium разн. отвороченнолистная ― имеет широкие, почти овальные листья, их края отвёрнуты наружу.
- Codiaeum variegatum var. tortile разн. черепаховая — листовая пластинка в основании дельтовидная или сердцевидная, в верхней части удлинённая, линейная со слегка заостренной верхушкой, спирализация листа выражена слабо. Листья различных форм этой вариации отличаются пёстрой окраской: на оливково-зелёном фоне отчётливо выделяются красноватая центральная жилка, вдоль которой расположена золотистая полоса, и такого же цвета неправильной формы пятна, разбросанные по обеим сторонам центральной жилки. На одном растении могут быть листья, полностью окрашенные в золотистый цвет или с красноватым оттенком.
- Codiaeum variegatum var. trilobium разн. трёхлопастная ― основание клиновидное или дельтовидное, листовая пластинка трёхраздельная. Окраска листа разнообразна: есть формы с золотистыми центральной и боковыми жилками, которые подчёркнуты пятнами такого же цвета. У других растений вдоль центральной и боковых жилок проходят широкие золотистые полосы.
- Codiaeum variegatum var. volutum разн. завёрнутая — широко ланцетные удлиненные листья завёрнуты внутрь к стеблю, вследствие чего растение приобретает почти шаровидную форму.
- Codiaeum variegatum f. angustifolium форма узколистная ― листья узкие, линейные, 15―20 см длиной, 0,5―1,0 см шириной, верхушка слегка удлиненная. На зелёном фоне беспорядочно разбросаны золотистые пятна, в такой же цвет могут быть окрашены и жилки.
- Codiaeum variegatum f. appendiculatum Celak. форма придатковидная ― привлекает внимание оригинальной формой листьев. Широкояйцевидная или ланцетно-яйцевидная листовая пластинка на верхушке суживается, образуя как бы второй черешок, на котором формируется вторая листовая пластинка, напоминающая по форме основную, но меньших размеров. Окраска с обеих сторон зелёная, хотя есть и пёстролистные формы.
- Codiaeum variegatum f. crispum cv. Spirale форма кудрявая культивар Spirale — листья черешковые, распростёртые, довольно длинные и узкие, продолговато- или линейно-ланцетные, скрученные в спираль. В пределах этой разновидности имеются растения с различной формой листовой пластинки:
  - листья линейно-ланцетные с золотистыми жилками, образующими на зелёном фоне сетчатый рисунок;
  - листья такой же формы, но спирально-курчавые с золотистой центральной жилкой;
  - листья ланцетные, отходящие от стебля под углом 30―45 °, закруглённые, вдоль центральной жилки золотистая неопределенной формы полоса;
  - листья продольно-ланцетные, более или менее спирально закрученные с диффузно разбросанными по зелёному фону золотистыми пятнами.
- Codiaeum variegatum f. lobatum форма лопастная — листья простые, достаточно крупные (18―22 см длиной, 7―10 см шириной), листовая пластинка трёхлопастная, центральная лопасть вытянутая, боковые более короткие, отделены от неё глубокой выемкой. Основание листа суженное. Листья зелёные с жёлтыми полосами и пятнами.

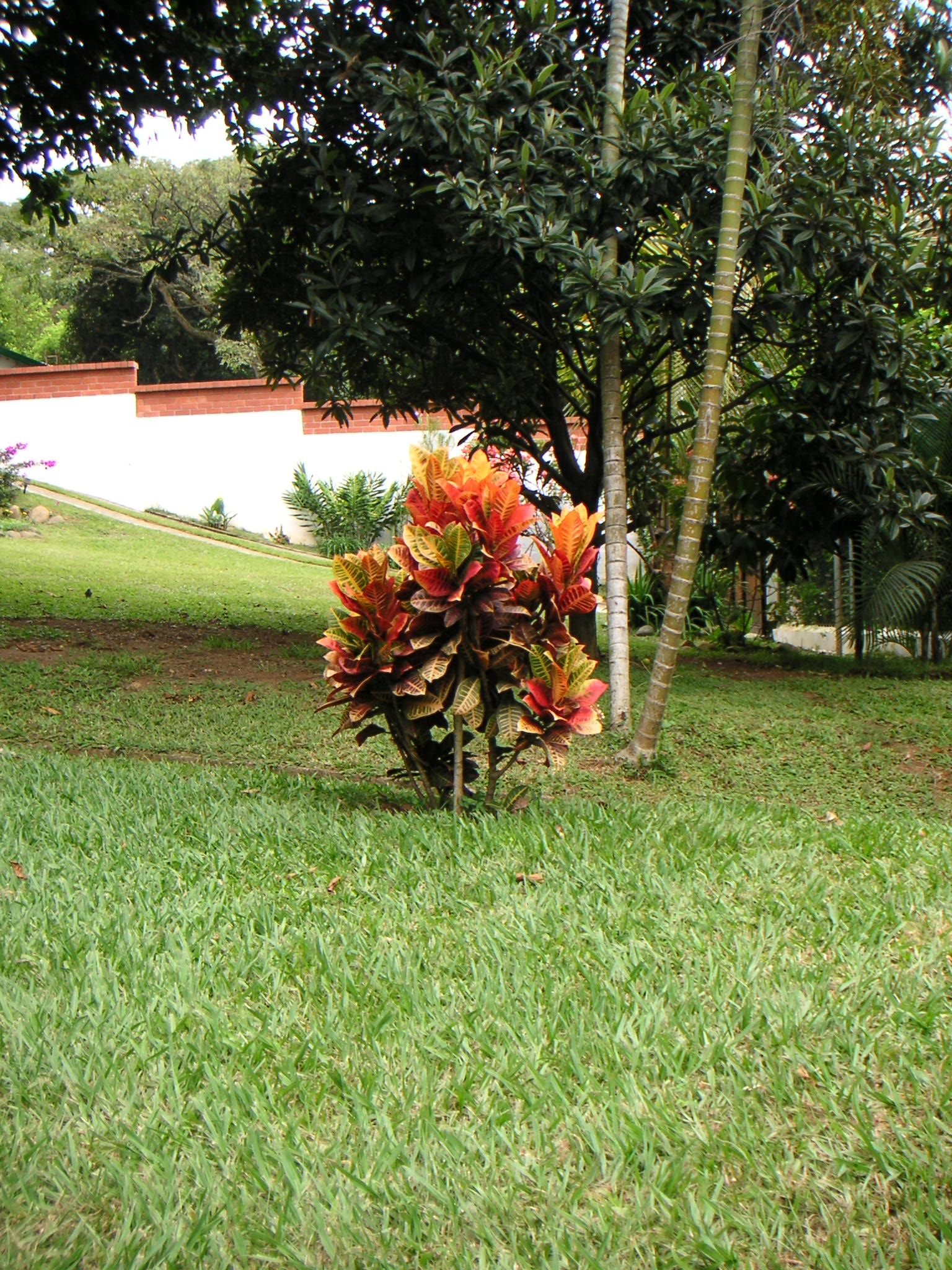
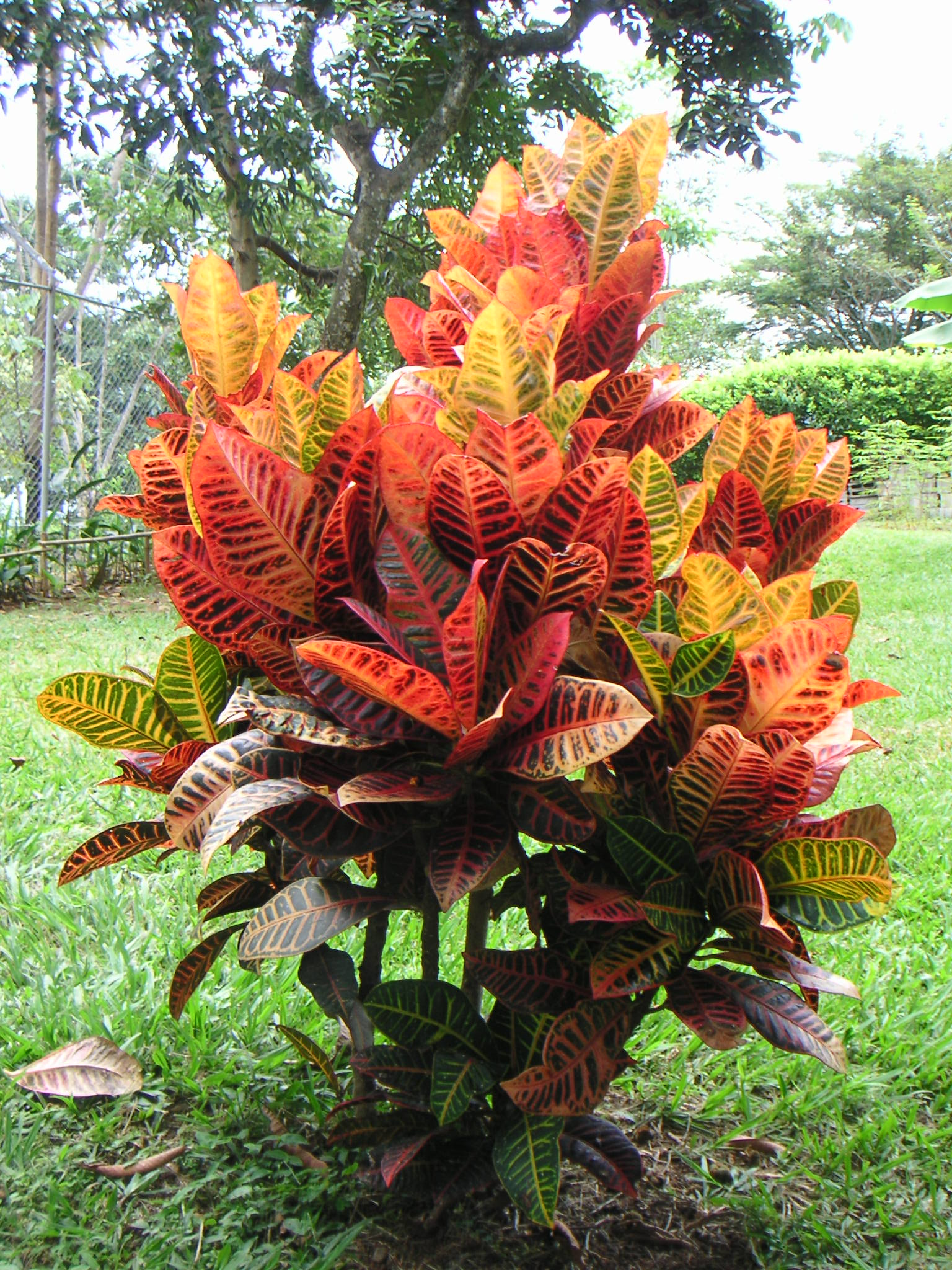
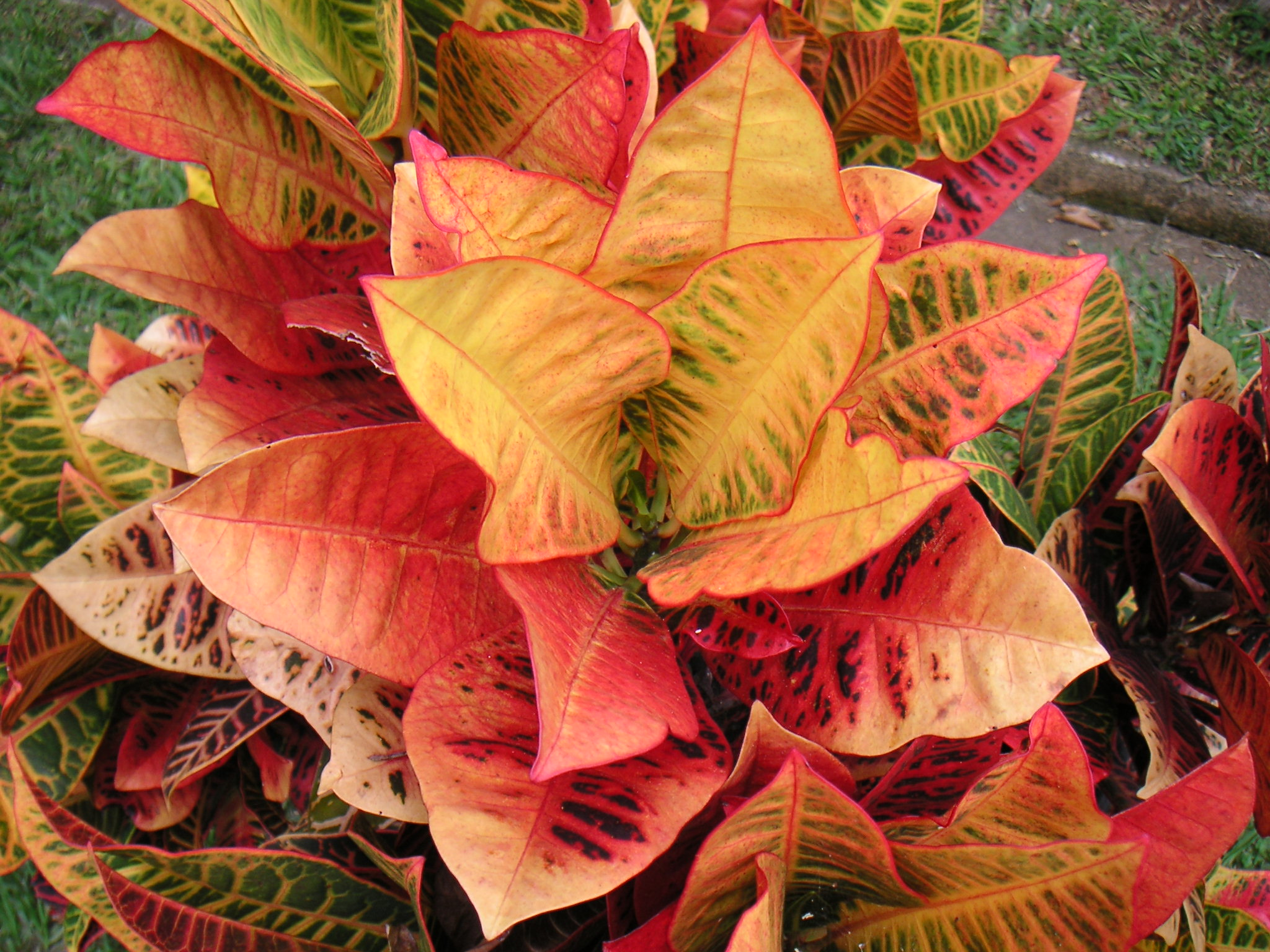
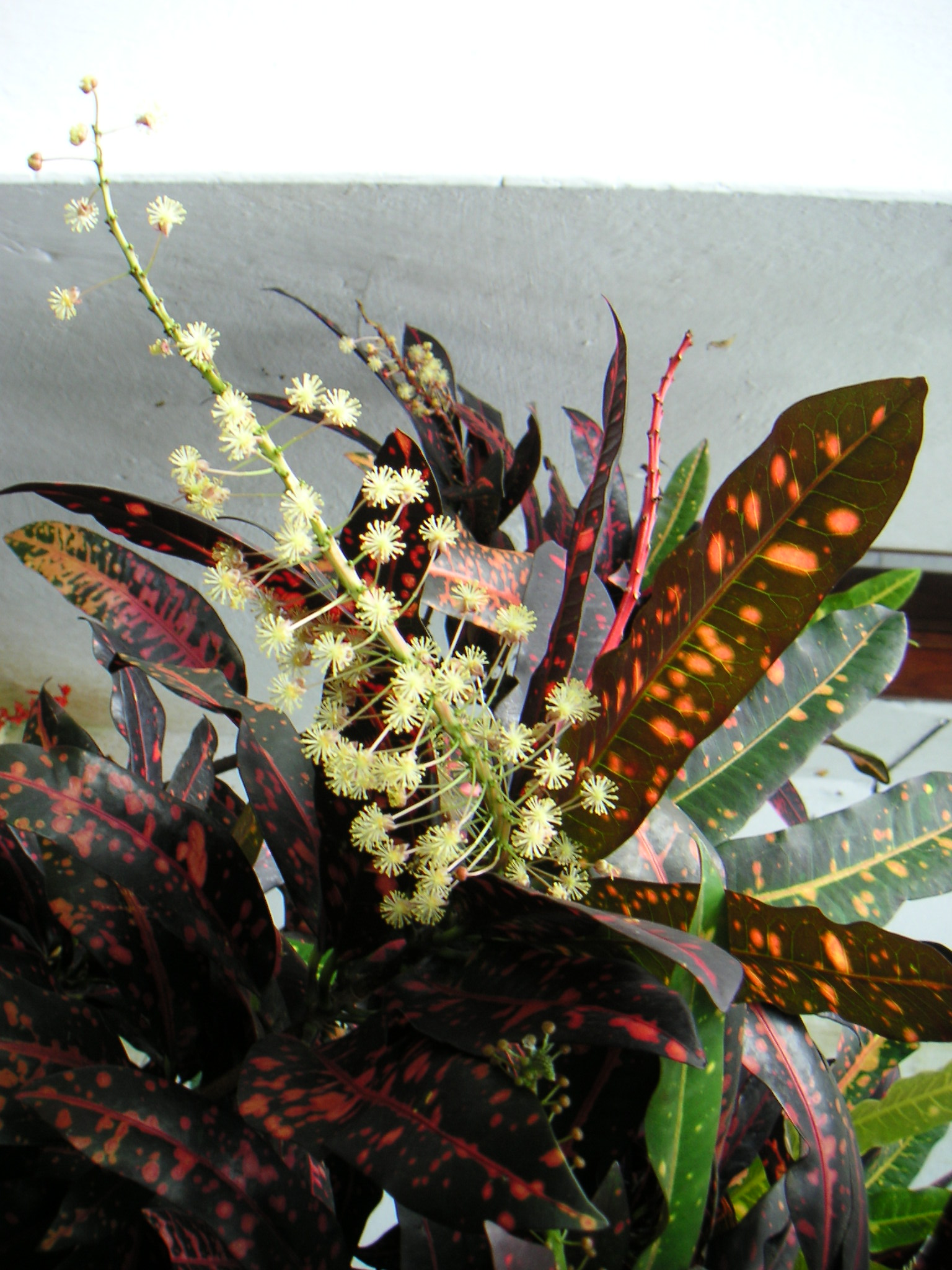
мужское соцветие
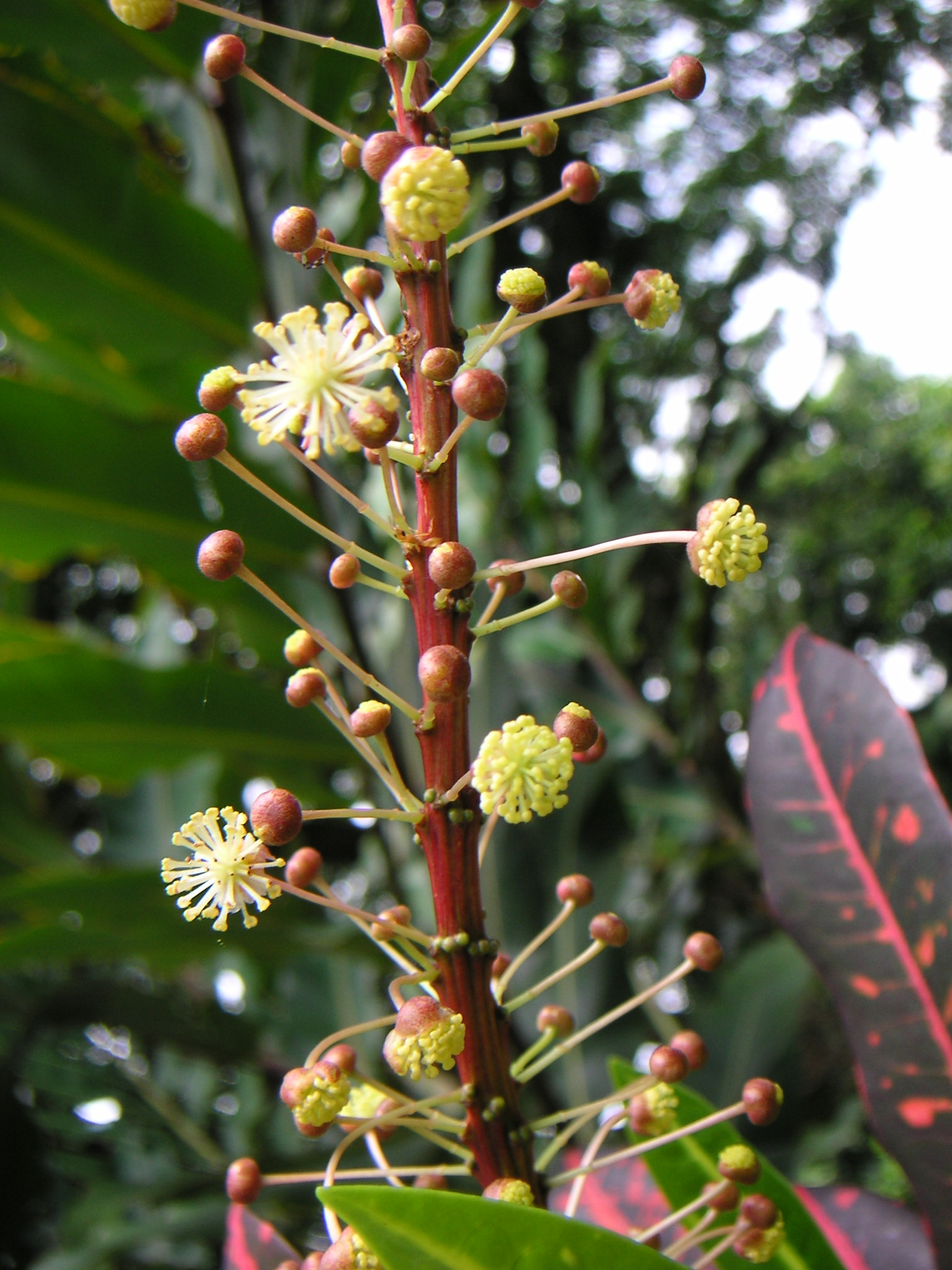
мужской цветок
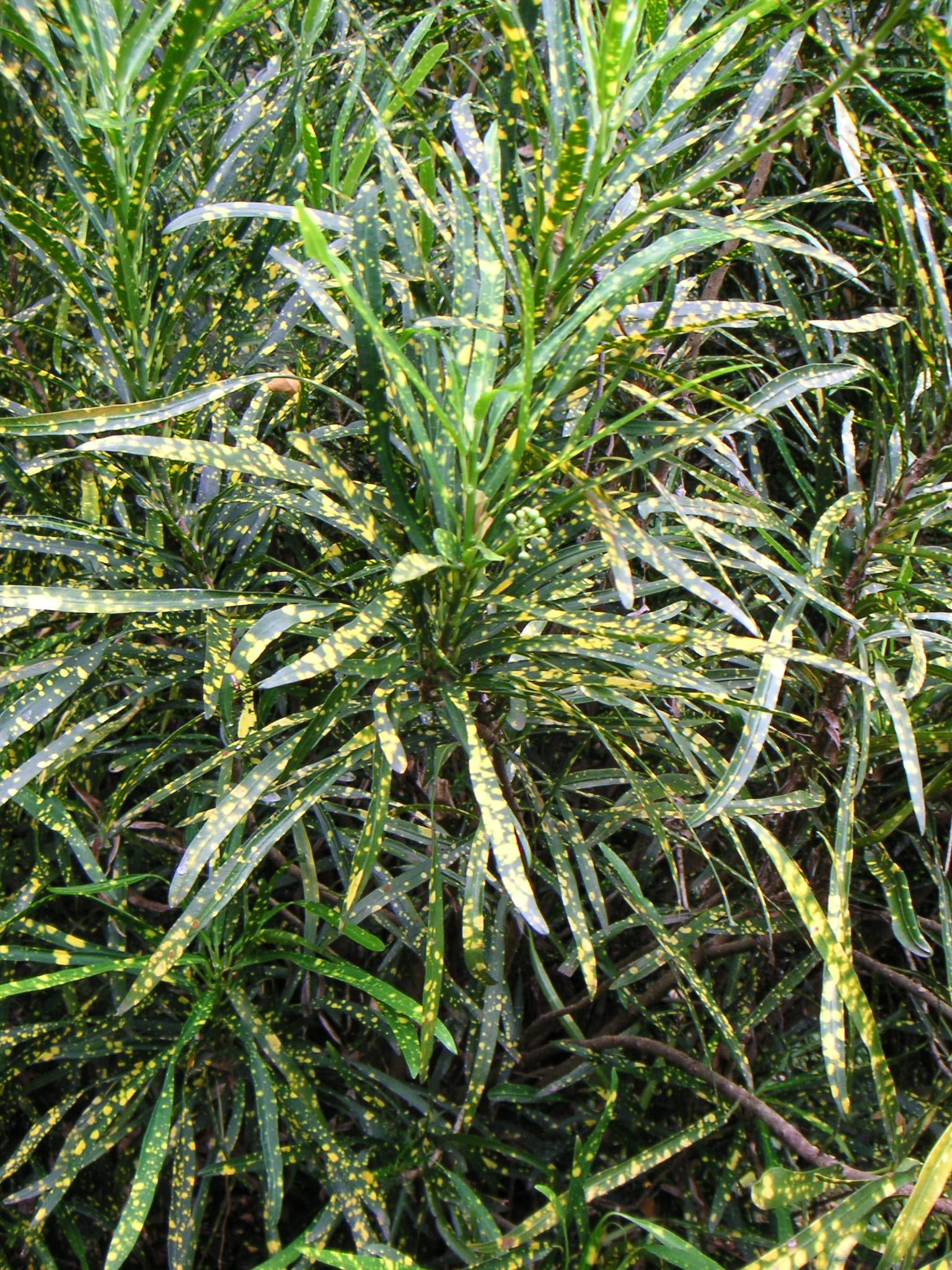
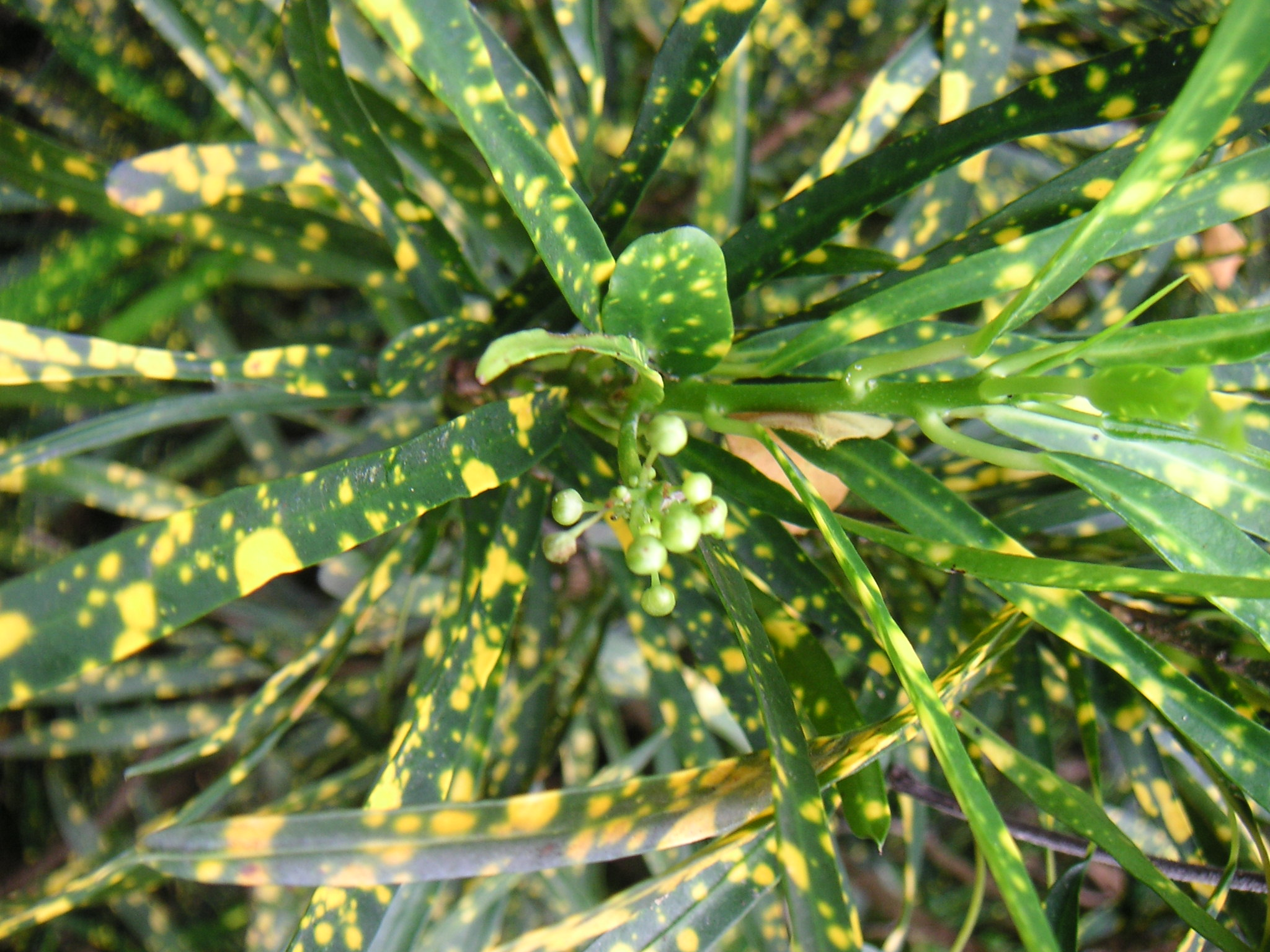
семена
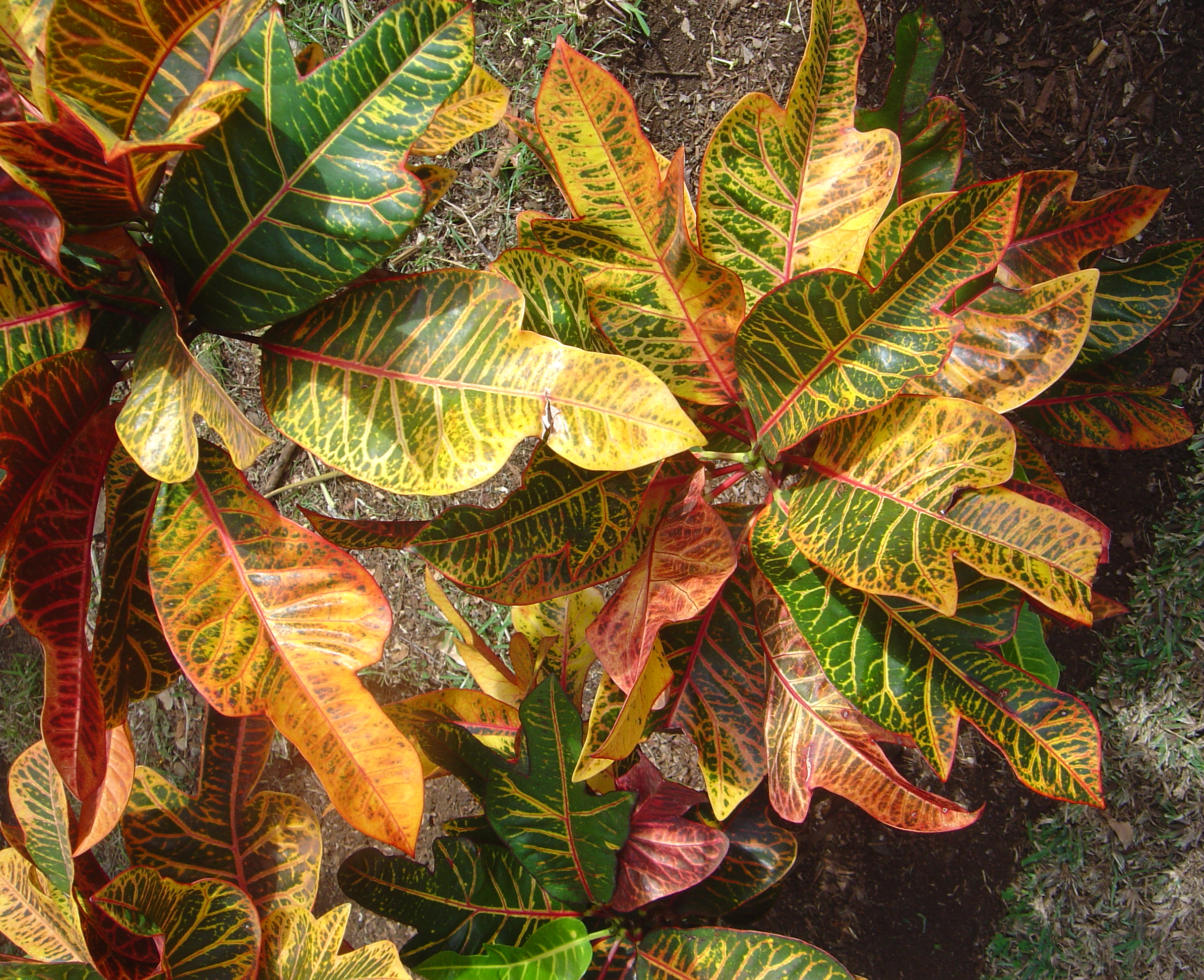
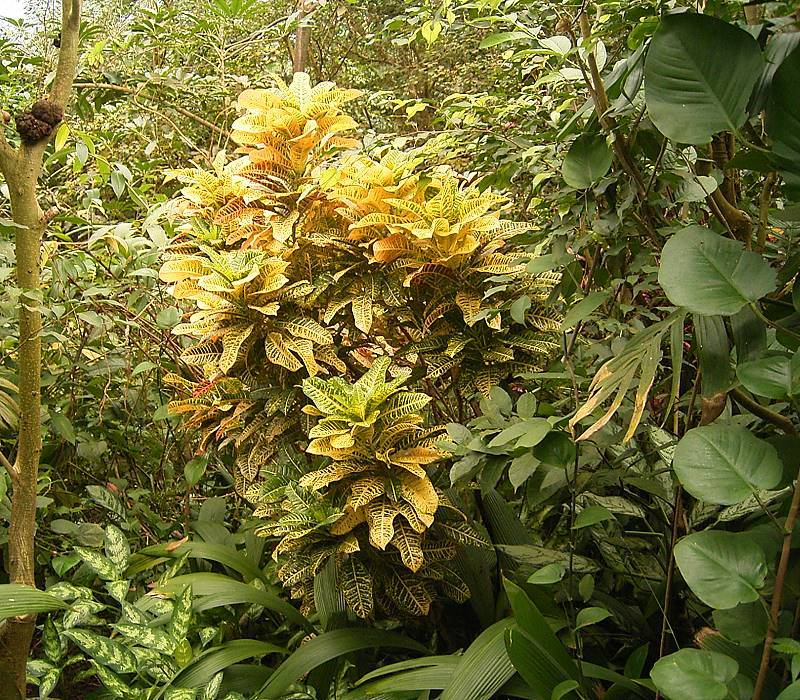
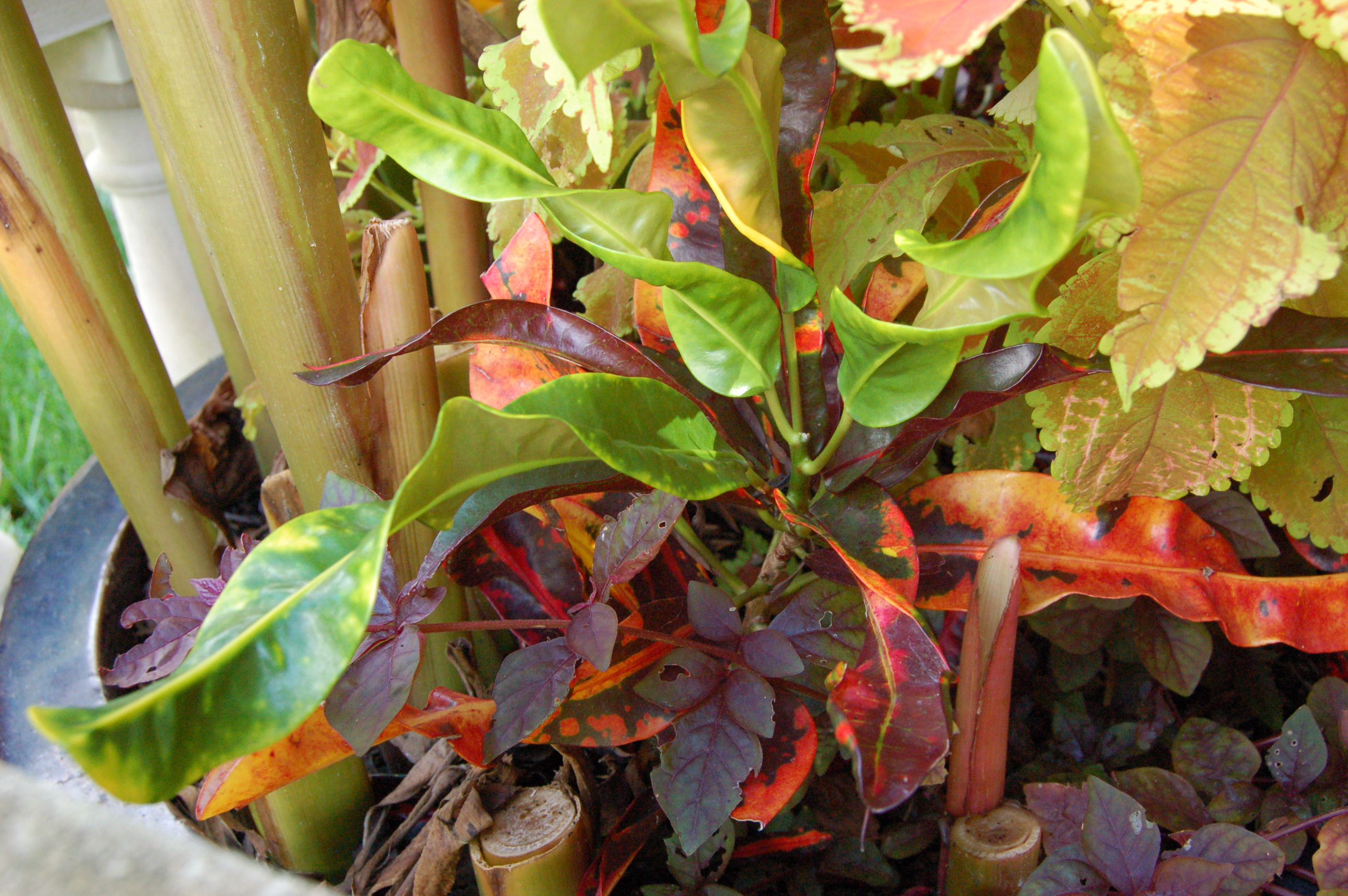
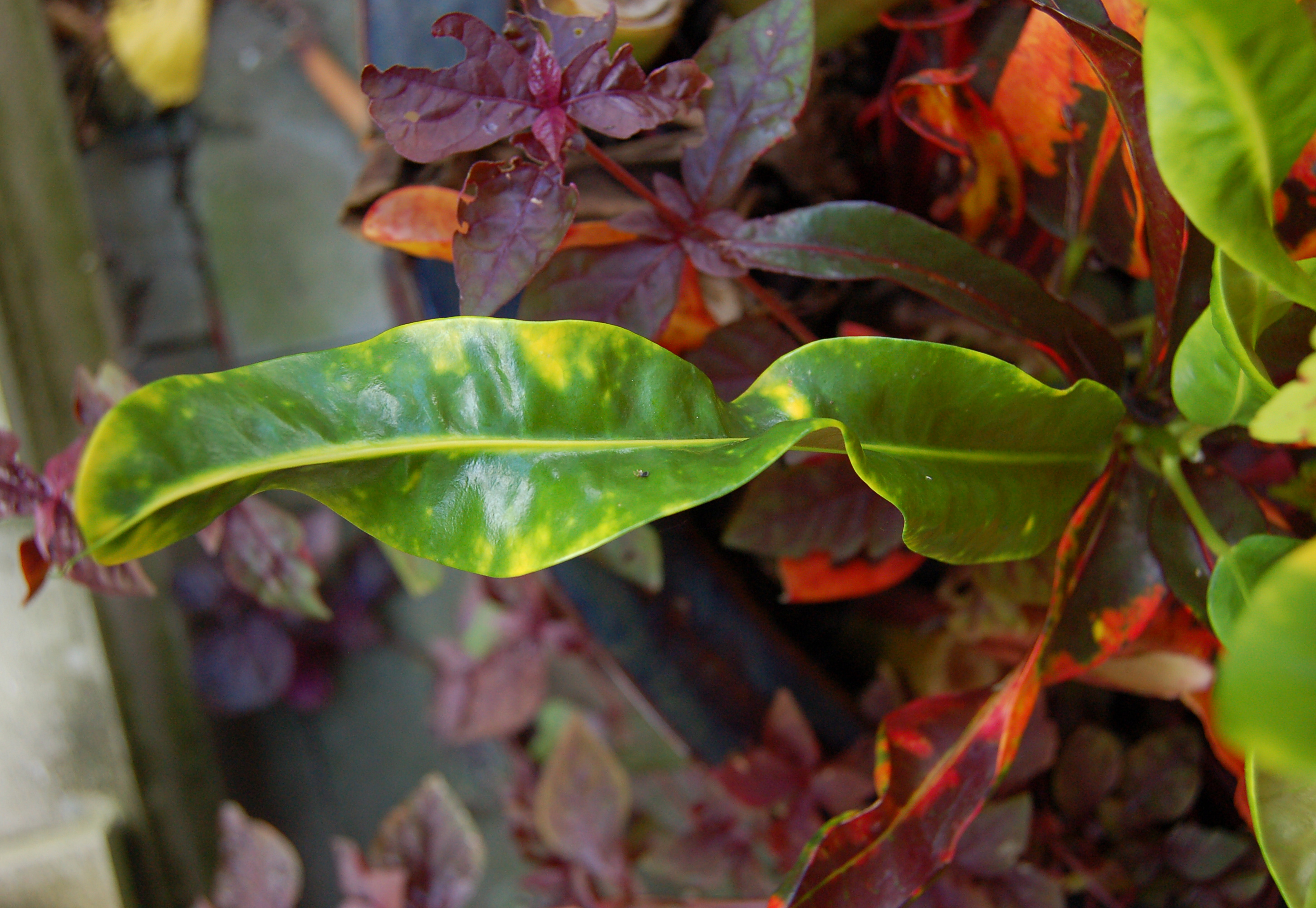
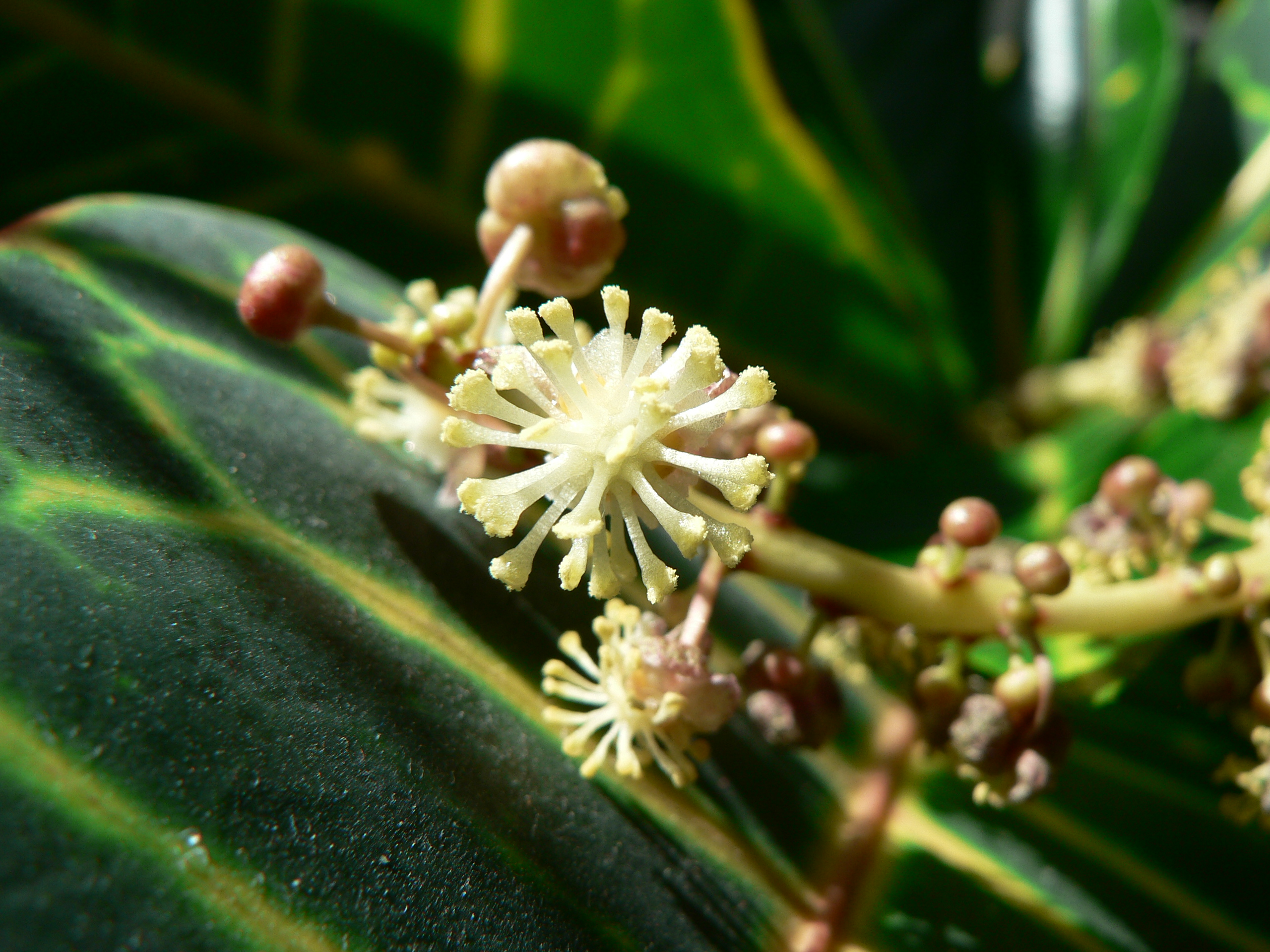